# Tarbuttit
Tarbuttit ist ein sehr selten vorkommendes Mineral aus der Mineralklasse der „Phosphate, Arsenate und Vanadate“ mit der chemischen Zusammensetzung Zn2[OH|PO4] und damit chemisch gesehen ein Zink-Phosphat mit zusätzlichen Hydroxidionen.
Tarbuttit kristallisiert im triklinen Kristallsystem und entwickelt meist flächenreiche, isometrische bis kurzprismatische oder pseudokubische Kristalle bis etwa zwei Zentimeter Größe. Er kommt aber auch in Form garbenförmiger Mineral-Aggregate und krustiger Überzüge vor. In reiner Form ist Tarbuttit farblos und durchsichtig. Durch vielfache Lichtbrechung aufgrund von Gitterbaufehlern oder polykristalliner Ausbildung kann er aber auch weiß erscheinen und durch Fremdbeimengungen eine gelbliche, rötliche, grünliche oder bräunliche Farbe annehmen, wobei die Transparenz entsprechend abnimmt. Unverletzte Kristallflächen weisen einen glasähnlichen Glanz auf, Spaltflächen schimmern dagegen eher perlmuttartig.

## Etymologie und Geschichte

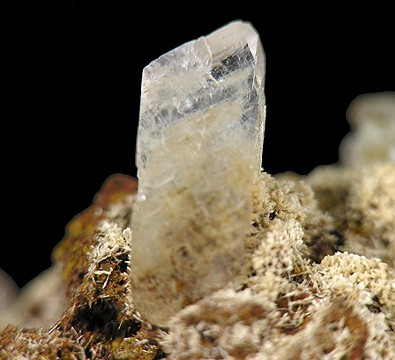
Fast farbloser Tarbuttitkristall aus der Typlokalität „Kabwe Mine“ (Broken Hill Mine), Sambia (Gesamtgröße: 2,6 × 2,2 × 1,7 cm)

Erstmals entdeckt wurde Tarbuttit in der „Kabwe Mine“ (Broken Hill Mine) nahe der gleichnamigen Stadt Kabwe in der Zentralprovinz von Sambia und beschrieben 1907 durch Leonard James Spencer (1870–1959), der das Mineral nach Percy Coventry Tarbutt benannte. Tarbutt war zu dieser Zeit Direktor der „Broken Hill Exploration Company“ und entdeckte das Mineral in der Nähe einer Höhle mit eiszeitlichen Mammutknochen.
Das Typmaterial des Minerals wird in der Mineralogischen Sammlung des Muséum national d’histoire naturelle in Paris (Abkürzung MHN-Paris) unter der Katalog-Nummer 108.1886 aufbewahrt.
Da der Tarbuttit bereits lange vor der Gründung der International Mineralogical Association (IMA) bekannt und als eigenständige Mineralart anerkannt war, wurde dies von ihrer Commission on New Minerals, Nomenclature and Classification (CNMNC) übernommen und bezeichnet den Tarbuttit als sogenanntes „grandfathered“ (G) Mineral. Die ebenfalls von der IMA/CNMNC anerkannte Kurzbezeichnung (auch Mineral-Symbol) von Tarbuttit lautet „Tbt“.

## Klassifikation
In der veralteten 8. Auflage der Mineralsystematik nach Strunz gehörte der Tarbuttit zur Mineralklasse der „Phosphate, Arsenate und Vanadate“ und dort zur Abteilung der „Wasserfreien Phosphate, Arsenate und Vanadate mit fremden Anionen“, wo er zusammen mit Paradamin die „Paradamin-Reihe“ mit der System-Nr. VII/B.04b innerhalb der „Adamin-Paradamin-Gruppe“ (VII/B.04) bildete.
Im zuletzt 2018 überarbeiteten und aktualisierten Lapis-Mineralienverzeichnis nach Stefan Weiß, das sich im Aufbau noch nach dieser alten Form der Systematik von Karl Hugo Strunz richtet, erhielt das Mineral die System- und Mineral-Nr. VII/B.06-050. In der „Lapis-Systematik“ entspricht dies ebenfalls der Abteilung „Wasserfreie Phosphate, mit fremden Anionen F,Cl,O,OH“, wo Tarbuttit zusammen mit Adamin, Auriacusit, Eveit, Libethenit, Olivenit, Paradamin, Zincolibethenit und Zinkolivenit die „Libethenitgruppe“ mit der System-Nr. VII/B.06 bildet.
Die von der International Mineralogical Association (IMA) zuletzt 2009 aktualisierte 9. Auflage der Strunz’schen Mineralsystematik ordnet den Tarbuttit ebenfalls in die Abteilung der „Phosphate usw. mit zusätzlichen Anionen; ohne H2O“ ein. Diese ist allerdings weiter unterteilt nach der relativen Größe der beteiligten Kationen und dem Stoffmengenverhältnis der zusätzlichen Anionen (OH etc.) zum Phosphat-, Arsenat- bzw. Vanadatkomplex (RO4), so dass das Mineral entsprechend seiner Zusammensetzung in der Unterabteilung „Mit ausschließlich mittelgroßen Kationen; (OH usw.) : RO4 „kleinergleich“ 1:1“ zu finden ist, wo es als Namensgeber die „Tarbuttitgruppe“ mit der System-Nr. 8.BB.35 und dem weiteren Mitglied Paradamin bildet.
Auch die vorwiegend im englischen Sprachraum gebräuchliche Systematik der Minerale nach Dana ordnet den Tarbuttit in die Klasse der „Phosphate, Arsenate und Vanadate“ und dort in die Abteilung der „Wasserfreien Phosphate etc., mit Hydroxyl oder Halogen“ ein. Hier ist er zusammen mit Paradamit in der „Tarbuttitgruppe“ mit der System-Nr. 41.06.07 innerhalb der Unterabteilung „Wasserfreie Phosphate etc., mit Hydroxyl oder Halogen mit (A)2(XO4)Zq“ zu finden.

## Chemismus
In der (theoretisch) idealen Zusammensetzung von Tarbuttit (Zn2[OH|PO4]) besteht das Mineral im Verhältnis aus je zwei Zink-Kationen (Zn2+) sowie einem Phosphat-Anion ((PO4)3−) mit je einem Phosphor- (P) und vier Sauerstoff-Atomen (O) und einem Hydroxidion ((OH)−) mit einem Sauerstoff- und einem Wasserstoff-Atom (H).
Dies entspricht einem Massenanteil (Gewichtsprozent) von 53,88 Gew.-% Zn, 12,76 Gew.-% P, 32,95 Gew.-% O und 0,42 Gew.-% H oder in der Oxidform von 67,05 Gew.-% Zinkoxid (ZnO), 29,024 Gew.-% Phosphorpentoxid (P2O5) und 3,71 Gew.-% Wasser (H2O).
Die Analyse des Typmaterials der natürlichen Mineralbildung ergab dagegen eine leicht abweichende Zusammensetzung von 66,6 Gew.-% ZnO, 29,2 Gew.-% P2O5 und 3,8 Gew.-% H2O, was der empirischen Formel Zn1,98(PO4)0,99(OH)1,02 entspricht.

Eine chemisch ähnliche Mineralprobe, die am Reaphook Hill in der Flinderskette in Südaustralien gesammelt wurde, ergab die Zusammensetzung 66,9 Gew.-% ZnO, 30,3 Gew.-% P2O5 und 2,6 Gew.-% H2O sowie zusätzlich geringe Fremdbeimengungen von 0,06 Gew.-% Siliciumdioxid (SiO2), 0,04 Gew.-% Calciumoxid (CaO), 0,03 Gew.-% Magnesiumoxid (MgO), 0,02 Gew.-% Eisen(II)-oxid (FeO), 0,01 Gew.-% Mangan(II)-oxid (MnO) und 0,01 Gew.-% Schwefeltrioxid (SO3). Ermittelt wurden diese Werte mithilfe der Elektronenstrahlmikroanalyse anhand von 10 Messungen und die daraus resultierende empirische Formel unter Vernachlässigung der Beimengungen ergibt sich zu Zn1,96(PO4)0,96(OH)0,70.

## Kristallstruktur
Tarbuttit kristallisiert triklin in der Raumgruppe P1 (Raumgruppen-Nr. 2) mit den Gitterparametern a = 5,50 Å; b = 5,65 Å; c = 6,46 Å; α = 102,9°; β = 102,8° und γ = 86,8° sowie 2 Formeleinheiten pro Elementarzelle.
Die Kristallstruktur besteht aus Ketten kantenverknüpfter Baugruppen von ZnO3(OH)2, die trigonale Dipyramiden parallel [010] bilden sowie Dimere von zwei kantenverknüpften ZnO3(OH) trigonalen Dipyramiden. Beide Baugruppen und das RO4-Tetraeder sind über die Ecken miteinander verbunden und bilden ein 3-dimensionales Gerüst.

## Bildung und Fundorte

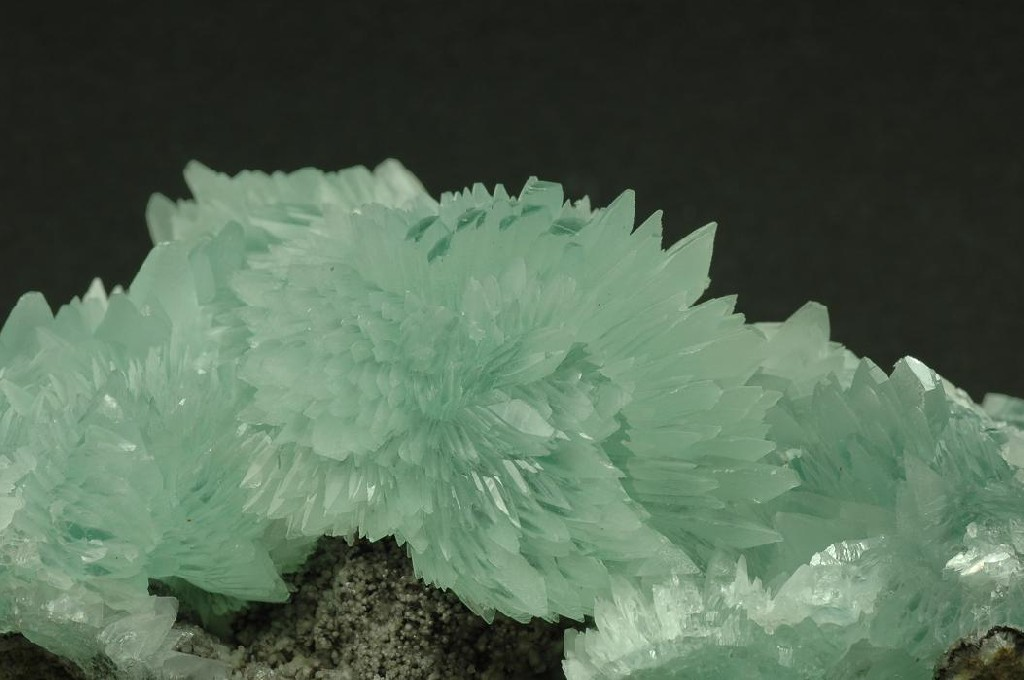
Rosettenförmiger, grüner Tarbuttit aus der „Skorpion Mine“, Rosh Pinah, Namibia (Sichtfeld 3 cm)

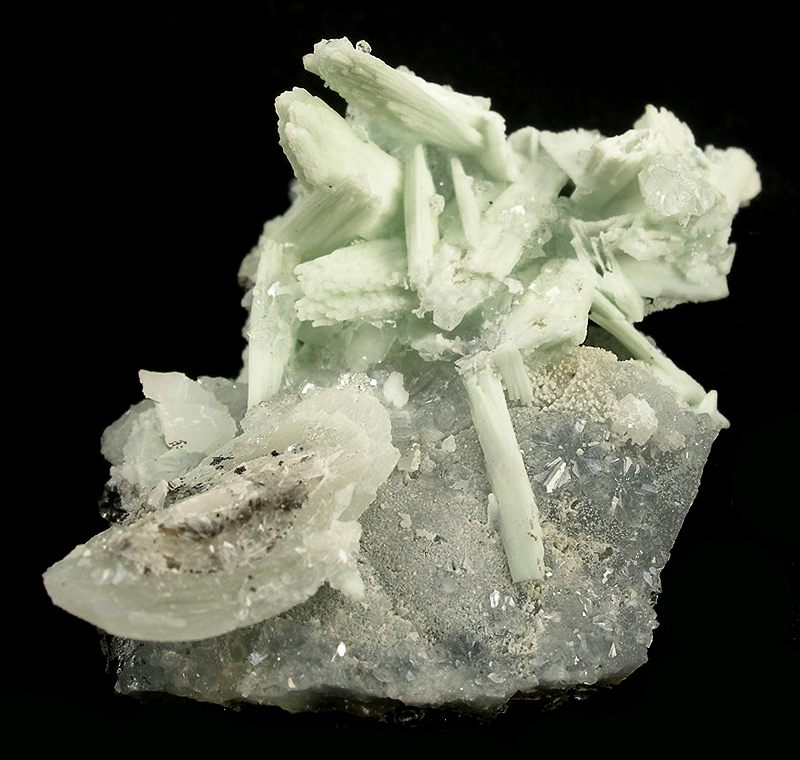
Pseudomorphose von Skorpionit nach Tarbuttit aus der „Skorpion Mine“, Rosh Pinah, Namibia (Größe: 3,2 × 2,9 × 1,8 cm)

Tarbuttit bildet sich sekundär in der Oxidationszone zinkhaltiger Lagerstätten. Als Begleitminerale können unter anderem Cerussit, Descloizit, Hemimorphit, Hopeit und Parahopeit, Hydrozinkit, Pyromorphit, Scholzit, Smithsonit, Vanadinit sowie das Brauneisenerz Limonit auftreten.
Als sehr seltene Mineralbildung konnte Tarbuttit bisher nur in wenigen Proben aus weltweit rund 10 Fundorten nachgewiesen werden (Stand 2023). Seine Typlokalität „Kabwe Mine“ ist dabei der bisher einzige bekannte Fundort in Sambia.
Weitere bisher bekannte Fundorte sind Broken Hill und Reaphook Hill (Flinderskette) in Australien, Albères im französischen Département Pyrénées-Orientales, die „Skorpion Mine“ bei Rosh Pinah in Namibia und Iowa Gulch nahe Leadville im US-Bundesstaat Colorado.